# Эрни, Лука
Лука Эрни (нем. Luca Aerni, Luca Ärni, также возможно написание Люка Арни (фр. Luca Aerni); род. 27 марта 1993 года в Шатель-Сен-Дени, кантон Фрибур, Швейцария) — швейцарский горнолыжник, чемпион Олимпийских игр 2018 года в командных соревнованиях (был в заявке, но на старт не выходил), чемпион мира 2017 года в комбинации, четырёхкратный призёр чемпионатов мира среди юниоров в 2012—2014 годах. Специализируется в слаломе и комбинации.

## Спортивная биография
Серебряный призёр юниорского чемпионата мира 2014 года в слаломе (0,09 сек проигрыша Хенрику Кристофферсену). Также на счету Эрни три медали юниорских чемпионатов мира в командном первенстве (бронза в 2012 году, серебро в 2013 и 2014 годах). Также можно отметить 4-е место в слаломе на юниорском чемпионате мира 2013 года и пятое место в гигантском слаломе на юниорском чемпионате мира 2014 года.
В Кубке мира дебютировал 1 января 2013 года в параллельном слаломе в Мюнхене, где выбыл в первом же круге, поделив в итоге 9-е место.
3 января 2013 года, через два дня после дебюта в Кубке мира, одержал свою первую победу на этапе Кубка Европы, выиграв слалом в Шамони.
Первый раз в карьере попал в 10-ку лучших в слаломе в Кубке мира 6 января 2014 года в Бормио. 24 января того же года занял пятое место в слаломе в Кицбюэле, хотя шёл третьим после первой попытки.
На Олимпийских играх 2014 года в Сочи выступал в слаломе, но не финишировал в первой попытке.
В сезонах 2014/15 и 2015/16 только по разу попадал в 10-ку лучших на этапах Кубка мира, в общем зачёте Кубка мира занимая места в конце первой сотни.
На чемпионате мира 2017 года в Санкт-Морице занял 30-е место в скоростном спуске в рамках комбинации и стартовал первым на слаломной трассе, что и помогло успешному выступлению. Эрни сумел показать лучшее время в слаломе, никто из стартовавших позднее не сумел не только превзойти его результат в слаломе, но и суммарное время. Наилучшие шансы опередить Эрни имел чемпион мира 2015 года в комбинации и один из сильнейших слаломистов мира  знаменитый Марсель Хиршер, стартовавший третьим, который на последней отсечке перед финишем слалома опережал Эрни более чем на 0,4 сек, но в результате всё же уступил швейцарцу 0,01 сек по сумме двух видов. Примечательно, что Хиршер выиграл своё золото в комбинации в 2015 году аналогичным образом, показав 30-е время в скоростном спуске, а затем став лучшим в слаломе и по сумме двух видов.
До своей победы на чемпионате мира 2017 года в комбинации Лука на этапах Кубка мира в личных дисциплинах ни разу не поднимался выше пятого места, а в комбинации его лучшим достижением было седьмое место 29 декабря 2016 года в Санта-Катерине.
22 декабря 2017 года в первые в карьере поднялся на призовой подиум на этапах Кубка мира, став вторым в слаломе в Мадонне-ди-Кампильо (0,04 сек проигрыша победителю Марселю Хиршеру).
В 2025 году на чемпионате мира в Зальбахе в смешанных командных соревнованиях в параллельной дисциплине завоевал серебряную медаль, в финале уступив итальянцам.
Владеет немецким, французским, английским языками. Использует лыжи и обувь Salomon.

## Результаты на крупнейших соревнованиях

### Зимние Олимпийские игры
| Олимпийские игры | Скоростной спуск | Супергигант | Гигантский слалом | Слалом | Комбинация | Команды |
| ---------------- | ---------------- | ----------- | ----------------- | ------ | ---------- | ------- |
| 2014 Coчи        | —                | —           | —                 | DNF1   | —          |         |
| 2018 Пхёнчхан    | —                | —           | 19                | DNF1   | 11         | 1       |
| 2022 Пекин       | —                | —           | —                 | 14     | DNF2       | —       |

### Чемпионаты мира
| Олимпийские игры       | Скоростной спуск | Супергигант | Гигантский слалом | Слалом | Комбинация | Команды | Паралл. гигантский слалом |
| ---------------------- | ---------------- | ----------- | ----------------- | ------ | ---------- | ------- | ------------------------- |
| 2015 Вейл/Бивер-Крик   | —                | —           | —                 | DNF1   | —          | —       | н/д                       |
| 2017 Санкт-Мориц       | —                | —           | —                 | 19     | 1          | 4       | н/д                       |
| 2019 Оре               | —                | —           | —                 | —      | 8          | —       | н/д                       |
| 2021 Кортина-д’Ампеццо | —                | —           | —                 | DNF1   | DNF2       | —       | —                         |
| 2025 Зальбах           | —                | —           | —                 | —      | —          | 2       | —                         |